# The Well's on Fire
The Well's on Fire es un álbum de estudio de la banda de rock británica Procol Harum, publicado en 2003. Fue el último álbum de estudio de Matthew Fisher con la banda, siendo su último álbum en vivo Live at the Union Chapel, grabado en diciembre de 2003. También fue el último álbum de estudio en el que participó el compositor Keith Reid.

## Lista de canciones
1. "An Old English Dream"
2. "Shadow Boxed"
3. "A Robe of Silk"
4. "The Blink of an Eye"
5. "The VIP Room"
6. "The Question"
7. "This World Is Rich (For Stephen Maboe)"
8. "Fellow Travellers"
9. "The Wall Street Blues"
10. "The Emperor's New Clothes"
11. "So Far Behind"
12. "Every Dog Will Have His Day"
13. "Weisselklenzenacht (The Signature)"